# Tavant
Tavant è un comune francese di 258 abitanti situato nel dipartimento dell'Indre e Loira nella regione del Centro-Valle della Loira.

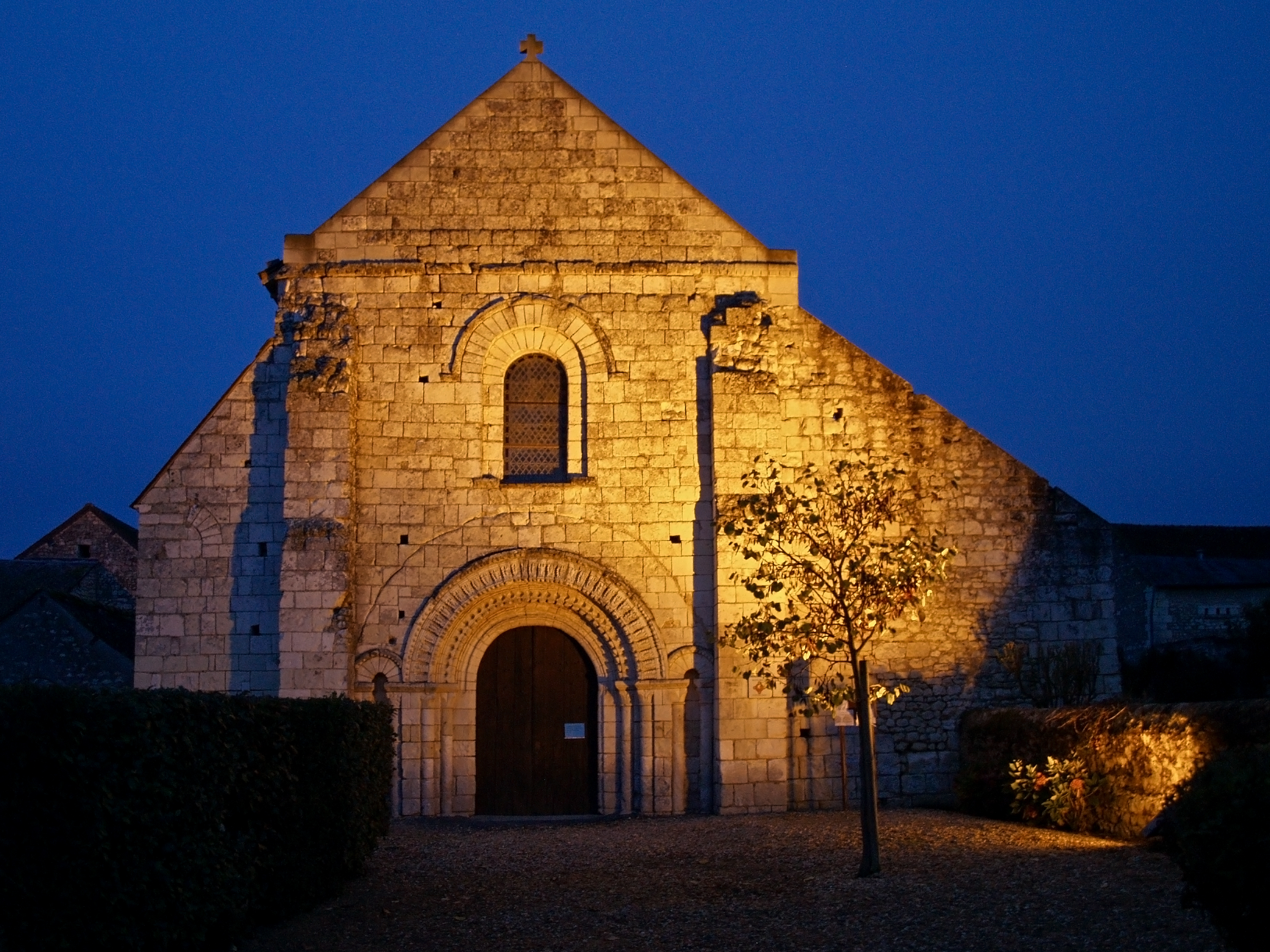
Chiesa di Saint Nicolas

## Società

### Evoluzione demografica
Abitanti censiti